# Lingue scitiche
Le lingue scitiche (talvolta considerate come un unico idioma, lo scitico) sono le lingue indoiraniche del periodo antico e tardo-antico, parlate nella vasta regione eurasiatica nota come Scizia. Appartengono alle lingue iraniche orientali e comprendono tre forme principali: lo scitico propriamente detto, l'alanico e l'antico osseto.

## Classificazione
Lo scitico appartiene alla famiglia indoiranica; la scarsità delle attestazioni non consente una classificazione più precisa, anche se generalmente viene ricondotto alla famiglia iranica poiché a questa appartengono le lingue indoiraniche attestate presenti nell'area corrispondente all'antica Scizia, e in particolare l'osseto. Per le stesse ragioni, tuttavia, la filiazione dell'osseto dallo scitico (o dal sarmatico) non è comprovata da fonti documentali, ma solo inferita per ragioni storiche.

## Storia
Gli Sciti migrarono dall'Asia centrale verso l'Europa orientale nell'VIII e nel VII secolo a.C., occupando quella zona che oggi è la Russia meridionale e l'Ucraina, nonché parti della Moldavia e della Dobrugia. Dopo l'invasione degli Unni nel V secolo d.C. sparirono dalla storia, e vennero probabilmente assimilati dai popoli slavi e turchi. Tuttavia, nel Caucaso la lingua osseta sopravvive fino a oggi e nell'Asia centrale alcune lingue appartenenti agli idiomi iranici orientali, da affiliarsi ai gruppi orientali, noti storicamente come Saci, come il pashtu, le lingue del Pamir e lo yaghnobī, sono tuttora parlate.